# Harriet Hartley
Harriet Hartley, também chamada de Annie Hartley, (Chorlton-cum-Hardy, Inglaterra, 1876 - Manchester, 13 de Dezembro de 1912) foi, ao lado de Sarah Whitley, Joseph Whitley e Adolphe Le Prince, participante de Roundhay Garden Scene, de Louis Le Prince, o filme mais antigo ainda sobrevivente. É, desta forma, uma das primeiras atrizes da história do cinema. As filmagens ocorreram em uma propriedade localizada em Roundhay, Leeds, West Yorkshire, Inglaterra, no dia 14 de outubro de 1888.
Faleceu em 13 de Dezembro de 1912 em Manchester, tendo sido enterrada no Southern Cemetery, ao lado de sua mãe Elizabeth Hartley e de seu avô materno Jesse Bradshaw.
Em correspondências de Lizzie Le Prince, esposa de Louis Le Prince, e nas autobiografias de Lizzie e de seu filho Adolph, eles sempre se referem a Harriet como Annie. Suas cartas são assinadas como Annie. Alguém, muito mais tarde, teria introduzido seu nome como Harriet. E. Kilburn Scott, que documentou o trabalho de Louis Le Prince em um trabalho agora localizado na Biblioteca Central de Leeds, também a chama desta forma. 

## Filmografia
- Roundhay Garden Scene ... Ela mesma

## Ligações Externas
- «Biografia de Harriet Hartley no IMDb» (em inglês)